# Герман III Константинопольський
Герман III Цариградський (грец. Γερμανός Γ; ? — не пізніше листопада 1278, Константинополь) — патріарх Константинопольський (1265—1266), прихильник укладання унії римо-католицької церкви з православною церквою під час царювання Михаїла VIII Палеолога, дипломат.

## Біографія
За словами історика Георгія Пахімера, пращурами Германа були лази, які належали до роду Гаврасів, хоча противники часто називали його образливим перським ім'ям Лаз Маркуца. До 1235 року він був ченцем на Чорній Горі, поблизу Антіохії, звідки пішов до Єрусалиму, а потім до Нікеї . Навчався в Палестині під керівництвом патріарха Афанасія ІІ Єрусалимського, який багато в чому вплинув на його погляди та зробив його прихильником ідеї церковної унії.
У Нікеї його наставником був патріарх Герман II Константинопольський . На початку 1259 р. Герман став митрополитом Адріанополя і обіймав цю посаду до 1265 року.
У другій половині правління нікейського імператора Феодора II Дукі Ласкаріса (1254—1258) Герман перейшов в опозицію до політики Ласкарів . На початку 1259 року він підтримав узурпацію імператорського трона Михаїлом VIII Палеологом . Після зречення патріарха Арсенія Авторіана в 1265 році Герман з волі імператора Собором був обраний на Патріарший престол . Але, не маючи широкої підтримки серед вищого духовенства, він не наважився звільнити Михаїла VIII від відлучення від Церкви, накладеного патріархом Арсенієм. Тому через рік після обрання Германа III імператор через свого духовника Йосипа, майбутнього патріарха спонукав його до добровільної відставки. Герман пішов у монастир Мангани у Константинополі.
Відхід не вплинув на відносини Германа III та імператора. Він став духівником та радником Михаїла VIII Палеолога та виконав низку його доручень. У 1272 році разом з великим дукою Михаїлом Ласкарісом очолював візантійське посольство до Угорського королівства, яке доставило до Константинополя принцесу Анну Угорську, наречену сина та наступника імператора Андроніка II Палеолога . У березні 1274 року Герман був відправлений Михаїлом VIII разом з великим логофетом Георгієм Акрополітом і митрополитом Феофаном Нікейським до Риму для переговорів про підготовку Другого Ліонського собору для укладання унії римо-католицької церкви з православною церквою. На зустрічі з папою Григорієм X вони обіцяли йому від імені імператора допомогти звільнити Святу землю. 6 липня 1274 року Герман III підписав католицький Символ віри. Восени того ж року повернувся до Константинополя.
Герман III був відомий своєю вченістю, опікувався науками, прагнув підняти рівень освіти у Візантії, відкриваючи нові школи; віддавав перевагу освіченим людям перед аскетами. Так, він домовився зняття імператором опали з ритора Мануїла Оловола, залучив його до викладання, піднявши до звання ῥήτωρ τῶν ῥητόρων (ритор риторів). Відрізнявся безкорисливістю, простотою вдачі і відкритістю поводження.